# Финченко, Григорий Александрович
Григорий Александрович Финченко (род. 13 марта 1943) — советский хоккеист, защитник.

## Биография
Воспитанник клуба по хоккею с мячом «Родина», за который играл в сезоне 1961/62. В сезоне 1962/63 выступал уже в чемпионате РСФСР по хоккею с шайбой за «Химик-2» Воскресенск и дебютировал за «Химик» в классе «А» чемпионата СССР. Сезон 1963/64 провёл в клубе чемпионата РСФСР «Сатурн» Раменское, затем вернулся в «Химик». Сезон 1966/67 начал в команде 1 группы класса «А» «Торпедо» Минск, с которой по итогам сезона опустился во 2 группу. Завершал карьеру в клубе «Апатитстрой» (Апатиты, 1970/71 — 1973/74).